# Germanate de bismuth
Pour les articles homonymes, voir BGO.
Le germanate de bismuth est un oxyde de bismuth et de germanium (sigle BGO, formule chimique Bi4Ge3O12 (soit Bi4(GeO4)3) ou le type moins commun Bi12GeO20). Les monocristaux sont obtenus par le procédé de Czochralski et possèdent une structure cubique.
Les applications de ce matériau photoréactif sont importantes. Il est principalement utilisé pour la détection par scintillation, en spectrométrie gamma et en tomographie. Le stockage optique d'information, la commutation optique spatiale et la caméra holographique exploitent ses propriétés.